# Yarelis Barriosová
Yarelis Barriosová Castañedaová (také Yarelis Barrios Castañeda, * 12. července 1983 Pinar del Río) je bývalá kubánská diskařka. Získala prvenství v hodu diskem v Diamantové lize a to v roce 2010 a v roce 2011. V roce 2012 vyhrála kubánské národní mistrovství svým osobním rekordem 68,03 metrů. Na Letních olympijských hrách v Pekingu (2008) skončila na druhém místě, ale 1. září 2016 byla Mezinárodním olympijským výborem dodatečně diskvalifikována kvůli dopingu (pozitivní test na zakázanou látku Acetazolamid). Na Letních olympijských hrách v Londýně (2012) získala bronzovou medaili.